# Lauadèr deth Joeu
Lauadèr deth Joeu és una obra d'Es Bòrdes (Vall d'Aran) protegida com a Bé Cultural d'Interès Local.

## Descripció
El Lauadèr d'Es Bòrdes es troba en el Camin Reiau, passat pel pont de Joeu. Construcció de secció rectangular bastida amb pedres planes i una "charpanta" de fusta que sosté un enllosat de pissarra de dos vessants, i "tresaigües" en els "penalèrs". La façana paral·lela a la "capièra" reforçada amb lloses, presenta una gran obertura d'accés al rentador, el qual és d'estructura allargassada recalçada amb ciment, i com és usual presenta la part superior disposada en esbiaix per a facilitar la feina. El Lauadèr conserva les antigues conduccions resoltes amb pedra, el safareig és ornat amb diverses motllures, i els paraments exteriors mostren parcialment l'antic arrebossat.